# Steinach (Thüringen)
Steinach ist eine Landstadt an der Nahtstelle des Thüringer Schiefergebirges zum Frankenwald. Sie ist heute vor allem durch Tourismus und Wintersportanlagen geprägt und ein staatlich anerkannter Erholungsort. Früher war Steinach eine Industriestadt mit Abbau von Eisenerz, dem in die ganze Welt gelieferten Griffelschiefer und einer ausgeprägten Spielzeugindustrie.

## Geografie
Steinach liegt im fränkisch geprägten Süden des Freistaates Thüringen und liegt im Tal der Steinach. Es ist im Nordosten durch den Großen Tierberg begrenzt. Der Kleine Tierberg (Bocksberg) ragt wie ein Horn in die Stadt hinein und ist besiedelt. Im Südwesten wird Steinach durch Lerchen- und Mühlberg begrenzt. Der Fellberg und der Steinheider Berg engen die Ausbreitung der Stadt im Westen bis Nordwesten ein. Im Norden grenzt Steinach an den Göritzberg. In die Steinach münden das Goldbächlein und die Göritz. Im Nordosten, Richtung Haselbach, befindet sich der Wismutteich – ein ehemaliger Tagebau der SDAG Wismut, der sich allmählich mit Wasser füllte.

## Geschichte
1058 wurde der Flussname „Steinacha“ erstmals erwähnt. Die Vielfalt an Bodenschätzen und der Waldreichtum bot den Bewohnern des Steinachtals über Jahrhunderte eine sichere Existenzgrundlage. Die Anfänge des Erzbergbaus liegen noch im Dunkeln, doch 1414 gab es bereits mehrere Hammerwerke an der Steinach. In der Frühzeit wurde das manuell zerkleinerte eisenhaltige Gestein in Waldschmieden in unmittelbarer Nähe der Erzlagerstätten verhüttet. Ein erstes Eisenschmelzwerk ist ab 1519 nachgewiesen, als ein Hans Leutheuser als Hammermeister die Erlaubnis erhält, „eyn Zcerennwerk zu Eysenwerk unter dem Dyerberg an der Steinach im Walde“ anzulegen. Zunächst entstand ein Rennofen, das etwa 1528 zum Hammerwerk ausgebaut wurde. Zwischen 1604 und 1612 ließ Thomas Paul aus Nürnberg die bestehenden Hammerwerke im oberen Tal der Steinach erneuern.
1567 wurde Steinach als dörfliche Siedlung mit einem Schultheiß geführt. Der Ort erstreckte sich zunächst mit zwei Siedlungskernen (Eisenhammer Obersteinach und das Unterdorf) auf einer Länge von etwa drei Kilometern im Kerbsohlental der Steinach. Der heutige Marktplatz entstand erst 1920. Nachdem 1652 ein Schul- und Bethaus eingeweiht wurde, wurde 8 Jahre später eine Pfarrstelle errichtet und der Friedhof angelegt. Die Grundsteinlegung für die alte Kirche erfolgte 1684, der Bau dauerte jedoch 21 Jahre.
1699 erwarb der mächtige Hüttenmeister und Bergscheider Johann von Uttenhoven, der aus Eibenstock im Erzgebirge stammte, die Hammeranlagen von Obersteinach und siedelte 60 sächsische Hüttenarbeiterfamilien im Oberdorf an. Das modernisierte Werk erzeugte jährlich bis zu 12000 Zentner Eisen und Stahl in Form von Stabeisen, Blechen und Gusseisenrohlingen; die Schmiedehandwerker der Nachbarorte Steinachs spezialisierten sich Anfang des 18. Jahrhunderts auf die Anfertigung von eisernen Nägeln.
Johann von Uttenhoven ließ 1717/1718 in der heutigen Ortsmitte am Steinheider Berg ein repräsentatives Wohngebäude, das sogenannte „Alte Schloss“ errichten. 1747 begann der Hüttenmeister Johann Tobias Otto mit dem Bau des „Ottenhofs“ es ist im Ort auch als „Neues Schloss“ bekannt.
Im Jahr 1769 wurde eine Märbelmühle erbaut. Von hier aus nahm die Märbelherstellung südlich des Thüringer Waldes ihren Ausgang. Die kleinen Steinkugeln (Märbeln) wurden ursprünglich im Seekrieg zum Zerschießen der feindlichen Takelage verwendet und wurden später ein beliebtes und weit verbreitetes Kinderspielzeug. Das Mühlengewerbe zur Herstellung der aus Kalkstein bestehenden Märbeln breitete sich im Meininger Oberland rasch aus. 1900 waren dort 87 Märbelmühlen in Betrieb. 1799 erhielt Steinach das Recht, zweimal jährlich Jahrmärkte abzuhalten.
Im Jahr 1735 bemerkte Johann Michael Vetter, ein Bergmann, gebürtig aus Hämmern, in Gesteinsschichten des Graptolithenschiefers eingebettete feinkristalline Kalksteinschichten, der sogenannte „Ockerkalk“, er begründete mit seiner Entdeckung das bis 1926 bestehende Steinacher Mineralfarbenwerk mit dem Hauptprodukt Goldocker.
Das 1778 in Steinach eingeweihte Vitriolwerk verwertete die vor Ort gebrochenen Graptolithenschiefer zur Herstellung der chemischen Rohstoffe Alaun und Vitriol.
Am Steinacher Pfeiffersberg und am Weinberg wurden durch den Bergbau maximal 90 cm mächtige oberdevonische Gesteinsschichten aufgeschlossen, die lagenweise sogenannten Wetzsteinschiefer enthalten. Im Ort Steinach wurden im Jahr 1800 vier Wetzsteinmacher gezählt, 1862 belieferten 16 Wetzsteinmacher den deutschen Binnenmarkt mit „Thüringer Wassersteinen“ – auch Reibeplatten, Rasier- und Federmessersteine sowie Zubehör für Gerber, Uhrmacher und Zinngießer. Dieses seltene Handwerk starb erst 1968 in Steinach aus.
1844 wurden das Dorf Steinach und das Hammerwerk Obersteinach vereint. Im selben Jahr erwarb das Herzogtum Sachsen-Meiningen die Bergwerke und Hütten. Für die Arbeiter endete damit die leibeigenschaftsähnliche Abhängigkeit von den Hüttenmeistern. Doch der Bergbau wurde nach und nach unrentabel. Die Stilllegung des letzten Hochofens und damit das Ende des Eisenerzbergbaus erfolgte 1867 mit zuletzt etwa 150 Mitarbeitern wegen der überlegenen Konkurrenz aus dem Ruhrgebiet. Ein zweites staatliches Eisenwerk wurde im oberen Steinachtal 1868 in eine Eisengießerei umgewandelt, die sich auf die Herstellung von Gusseisenöfen spezialisierte. Dieses Werk war später in der DDR-Zeit Gießereibetrieb des VEB Thuringia Sonneberg und wurde nach der Wende privatisiert. Ab Mitte des 19. Jahrhunderts bildeten die Steinacher Glashütte, die Spielzeugherstellung und die Griffelmacherei die wirtschaftliche Grundlage der Gemeinde. Das um Steinach konzentrierte Schiefergriffel- und Schiefertafelgewerbe stieg bis 1900 zum Weltmonopol auf.
Mit der manuellen Herstellung von Glas- und Spielwaren entstanden im Zuge der vorherrschenden Heimarbeit während des späten 19. Jahrhunderts etwa 100 kleine Familienunternehmen, deren wirtschaftliche Existenz in engen Grenzen durch ein regionales Verlagssystem bestimmt war.
Mit der rasanten wirtschaftlichen Entwicklung vergrößerte sich der Ort durch zahlreiche Neubauten in der Gründerzeit. 1899 wurde die Basilikakirche nach einem Entwurf von Architekt Franz Schwechten eingeweiht. Für den beginnenden Tourismus und Wintersport wurden Hotels, Gastwirtschaften und Pensionen eröffnet, ein Führer erwähnt: Hotel Loreley, Hotel Eisenhammer, die Gasthöfe Zur Höll, Deutsches Haus, Greiner-Wohleben, Reich und Zur Erholung.
1920 erhielt Steinach das Stadtrecht, das erste Kino wurde als die Lichtburg an der Nicolsgasse eröffnet.
Nach dem Ersten Weltkrieg setzte sich in Steinach die Industrialisierung fort: es gab zwei Brauereien (Hammerbräu und Stauchenbräu), einen Buchverlag (Bernhard Behncke), die Kartonagenfabrik Demmler, die Christbaumschmuck-Manufaktur Demmler, die Glasfabrik Wernerhütte, die Glashütte Müller’s Louis Söhne, die Thüringer Glaswollindustrie vormals S. Koch.
Um eine Zerstörung zu verhindern, wurde die Stadt 1945 von Bürgern den amerikanischen Truppen übergeben. 1961 wurde der Landkreis Sonneberg mit Ausnahme Steinachs zum Grenzsperrgebiet erklärt. Steinach hatte nun ca. 8000 Einwohner. 1989 fanden die Montagsdemos auch in der Steinacher Kirche statt.
Seit 2007 planten Steinach und der Nachbarort Lauscha, sich zu Steinach-Lauscha zusammenzuschließen. Heute wird eine verstärkte Zusammenarbeit im Städtedreieck Steinach-Lauscha-Neuhaus am Rennweg angestrebt. Der Städteverbund wird ein teilfunktionales Mittelzentrum bilden, das im Landesentwicklungsplan 2004 noch als Mittelzentrum Neuhaus am Rennweg/Lauscha vorgesehen war.

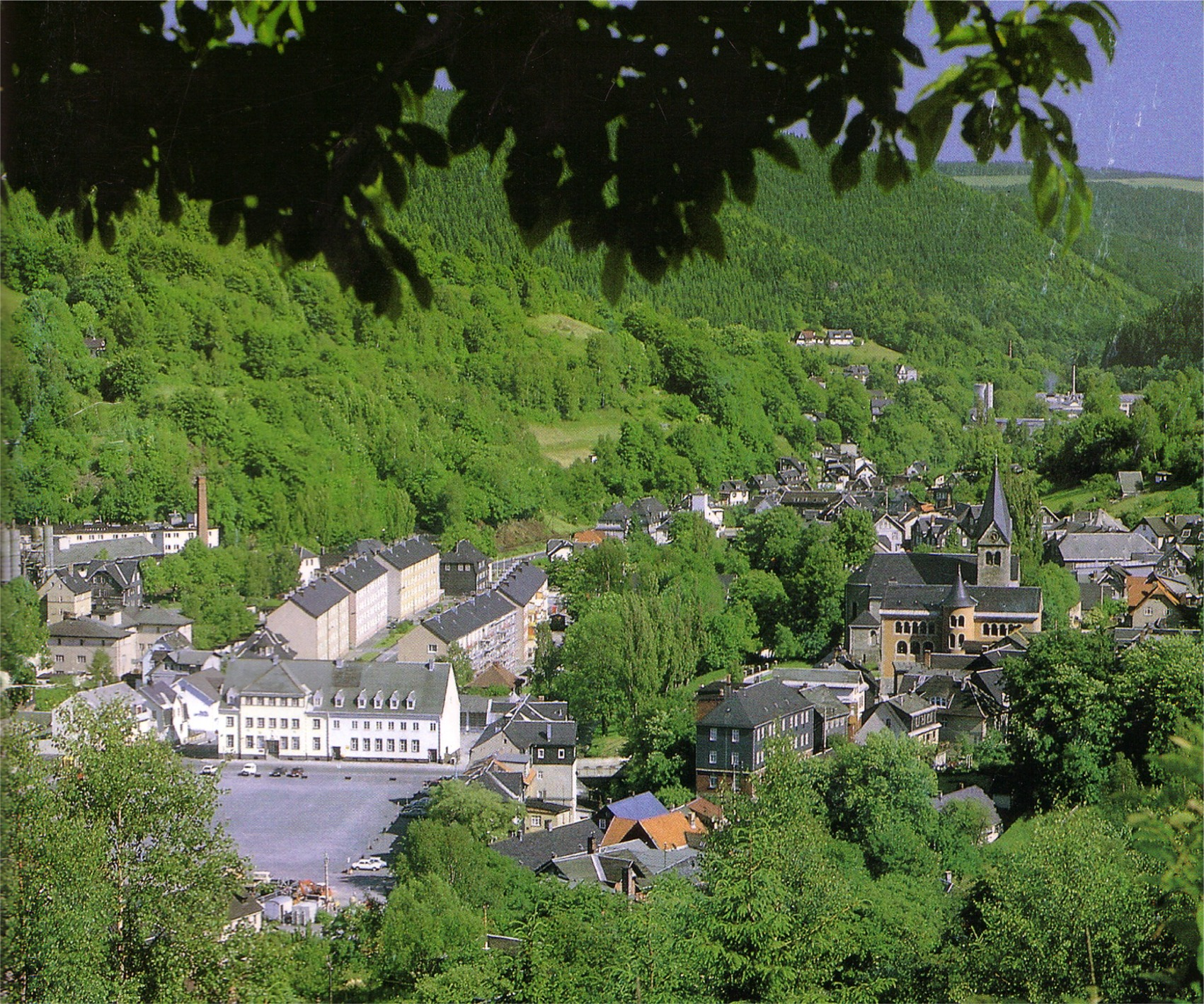
Ortsansicht vom Fellberg
Ortszentrum (2009)
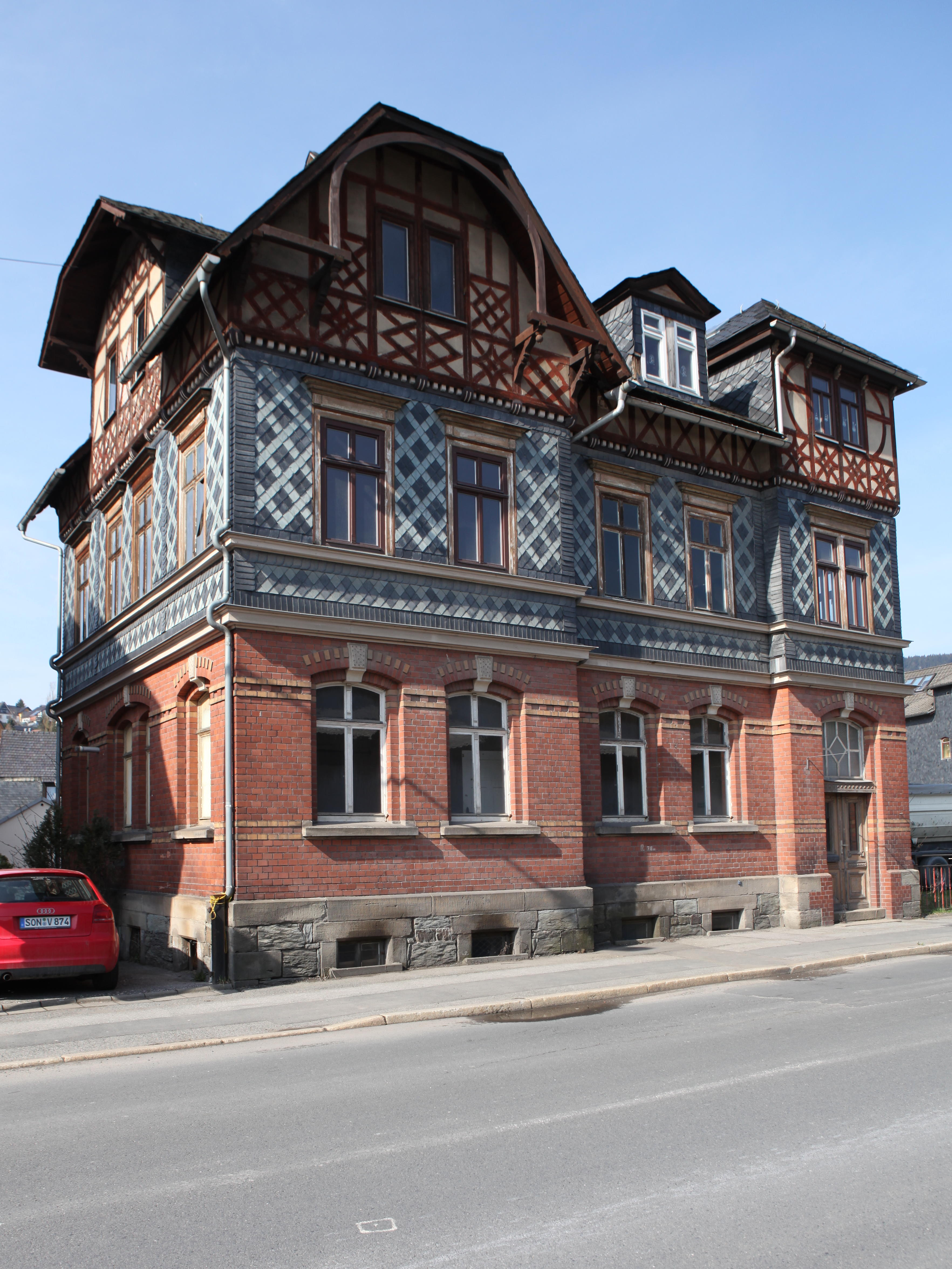
Ortstypisches Haus (am Bahnhof)
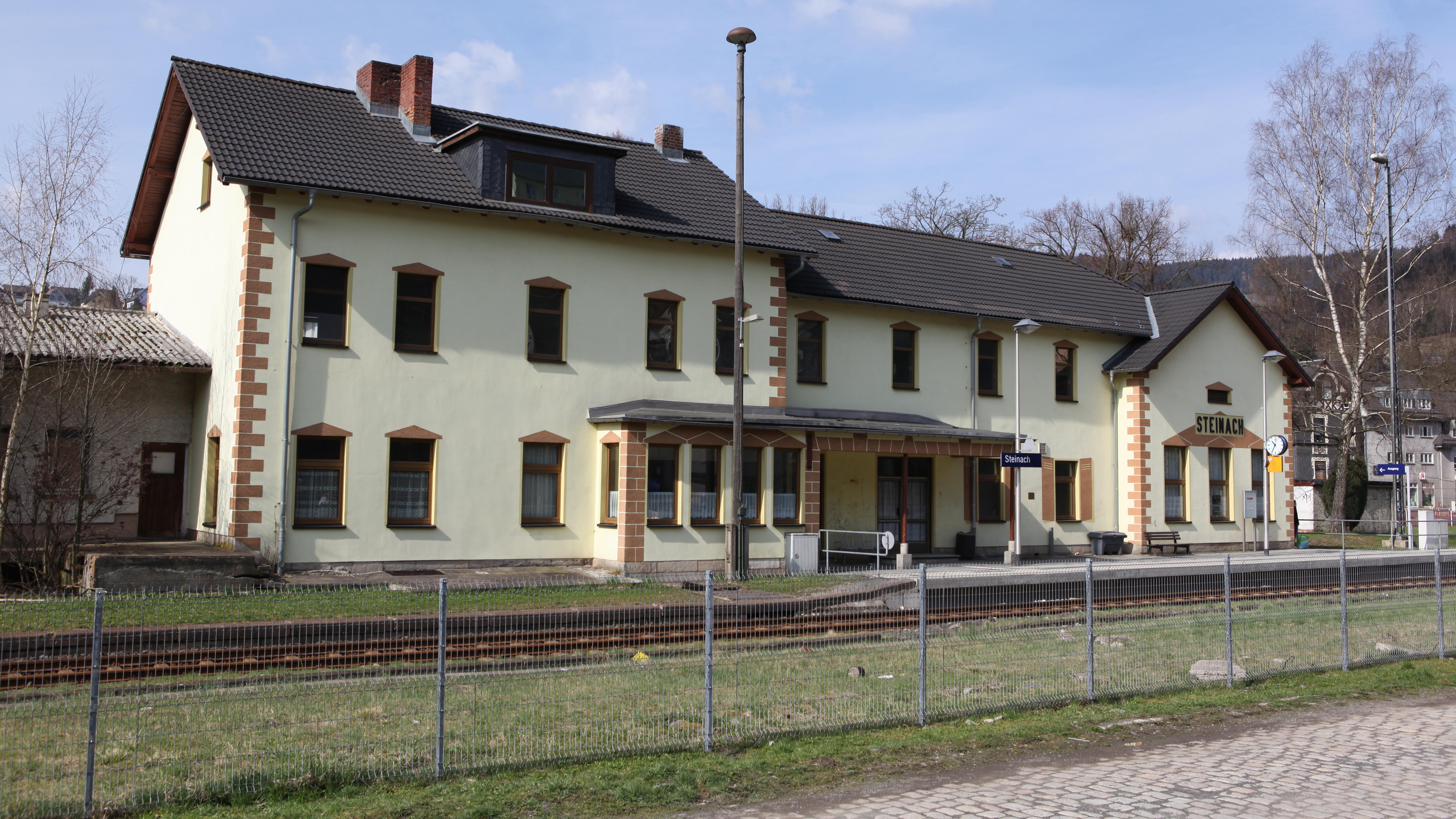
Der Bahnhof

## Politik

### Stadtrat
Der Stadtrat besteht aus 16 Mitgliedern und setzt sich seit der Kommunalwahl am 26. Mai 2024 wie folgt zusammen:
| Partei                                       | Sitze  |
| -------------------------------------------- | ------ |
| Freie Bürgerinitiative Steinach e. V. (FBiS) | 5 (+5) |
| Gemeinsam für Steinach (GfS)                 | 5 (+1) |
| AfD                                          | 4 (±0) |
| CDU                                          | 2 (−3) |
| FDP                                          | 0 (−2) |
| LINKE                                        | 0 (−1) |

- FBiS: 5
- GfS: 5
- CDU: 2
- AfD: 4

Bei der Wahl des Bürgermeisters wurde Udo Bätz, Kandidat der Wählergemeinschaft Gemeinsam für Steinach, mit 52,7 % der Stimmen zum Bürgermeister gewählt. Die Wahlbeteiligung betrug 61,5 % (+17 Prozentpunkte im Vergleich zu 2018).

### Wappen
| | Blasonierung: „Im schwarzen Rahmen befindet sich von oben her ein mit der Spitze nach unten zeigendes silbernes Dreieck; aus der Spitze nach unten bis zum Wappenrand zeigt ein geschwungenes silbernes Band den stilisierten Fluss Steinach; links und rechts von dem stilisierten Fluss Steinach ist die Grundfläche hellblau; links auf der hellblauen Fläche befinden sich in goldener Farbe eine Schiefertafel, ein aufrecht stehendes Behältnis mit sieben Schiefergriffeln; rechts auf der hellblauen Fläche befinden sich in goldener Farbe vier nach oben kleiner werdende Spielzeugholzbausteine.“ |
| Wappenbegründung: Das Wappen zeigt auf beiden Seiten die wichtigsten Industriezweige, die in Steinach etabliert sind oder waren. Auf der Linken sind Schiefergriffel und Schiefertafeln zu sehen, die von Steinach aus in die ganze Welt exportiert wurden. Auf der rechten Seite symbolisieren die übereinander gestapelten Würfel die Spielzeugindustrie in Steinach. In der Mitte fließt die Steinach. | |

### Partnerschaften
Steinach verbindet seit 1991 eine Partnerschaft mit der württembergischen Gemeinde Korb
Seit dem 17. November 2012 besteht auch eine offizielle Städtepartnerschaft mit der Stadt Gostyń in Polen.

## Kultur und Sehenswürdigkeiten
- Ensemble Sankt-Peter-und-Pauls-Basilika und Südschule in der Kirchstraße
- Ensemble Marktplatz
- Figur von Werner Stötzer „Der nackte Mann auf dem Sportplatz“; Grundlage für den gleichnamigen DEFA-Film
- elf erhaltene Brunnen in verschiedenen Gestaltungen

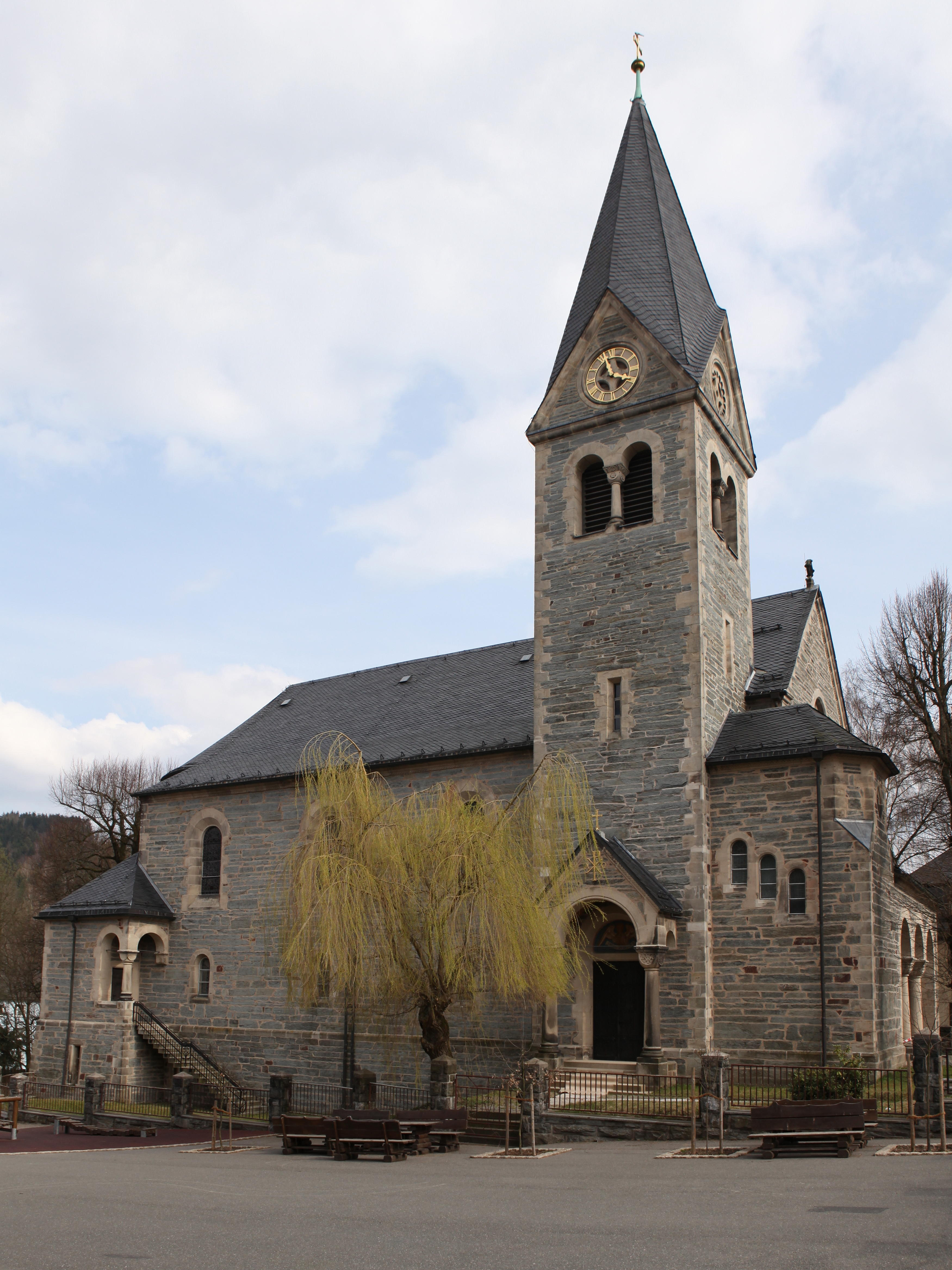
Peter-Pauls-Basilika
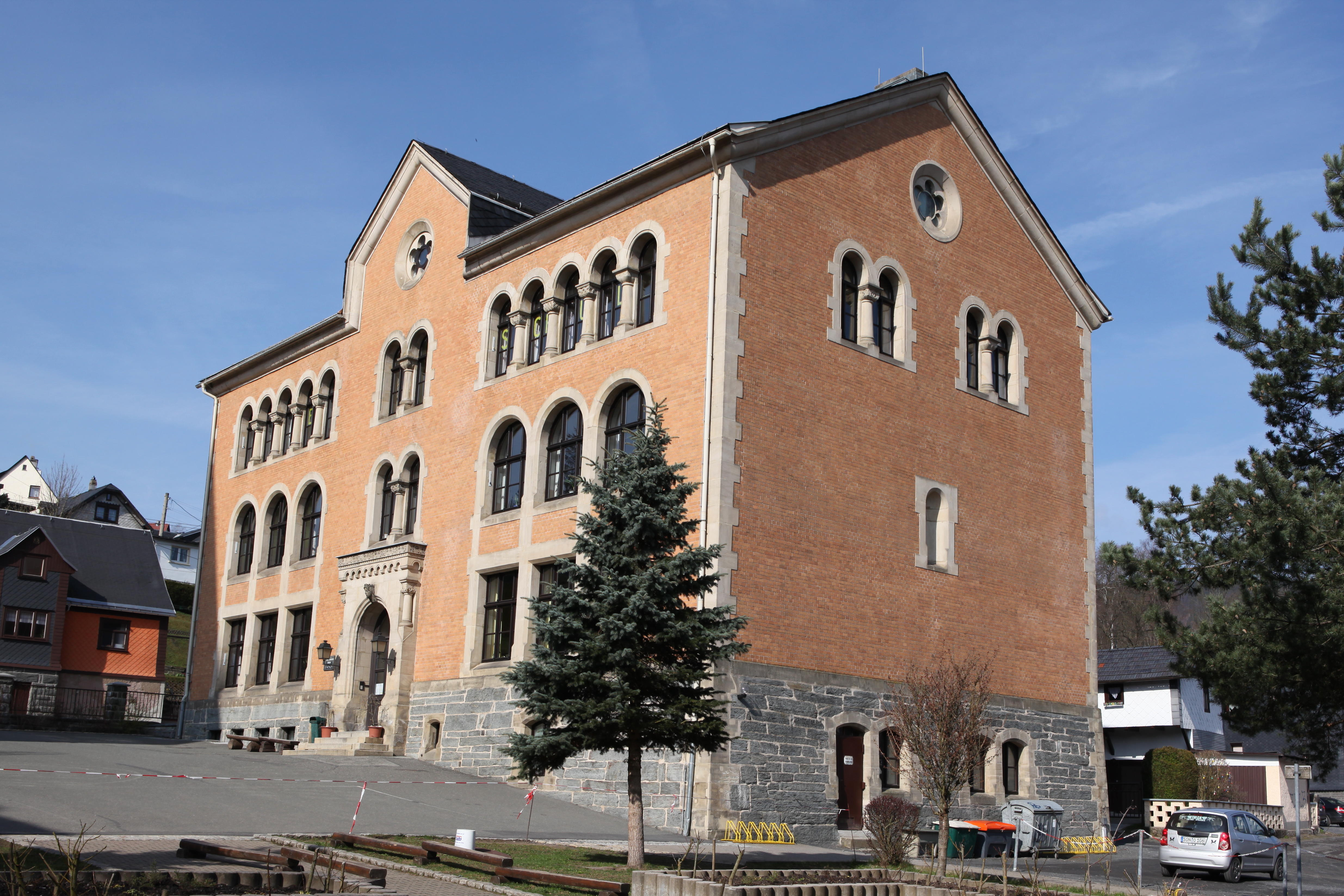
Südschule
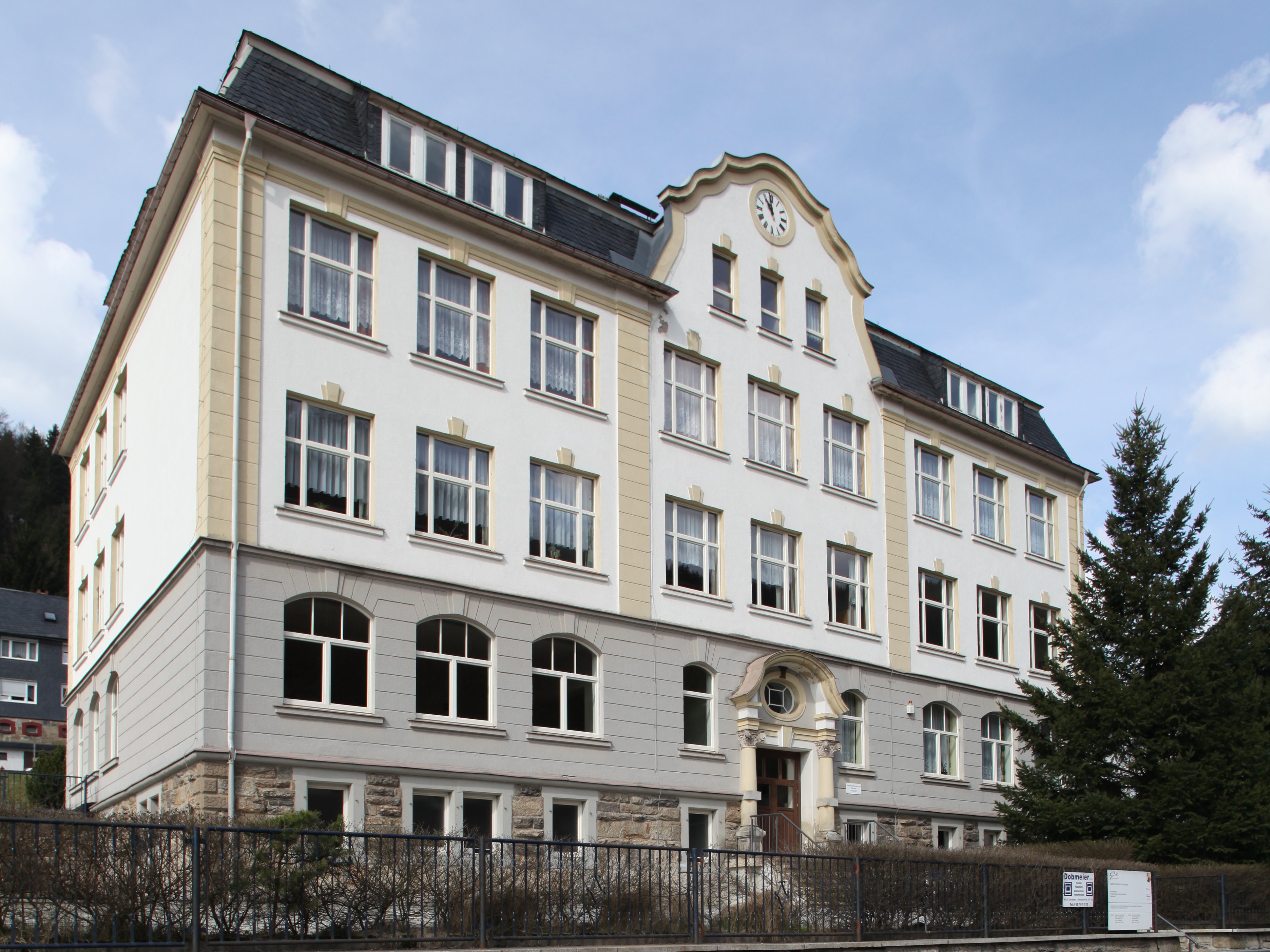
Nordschule
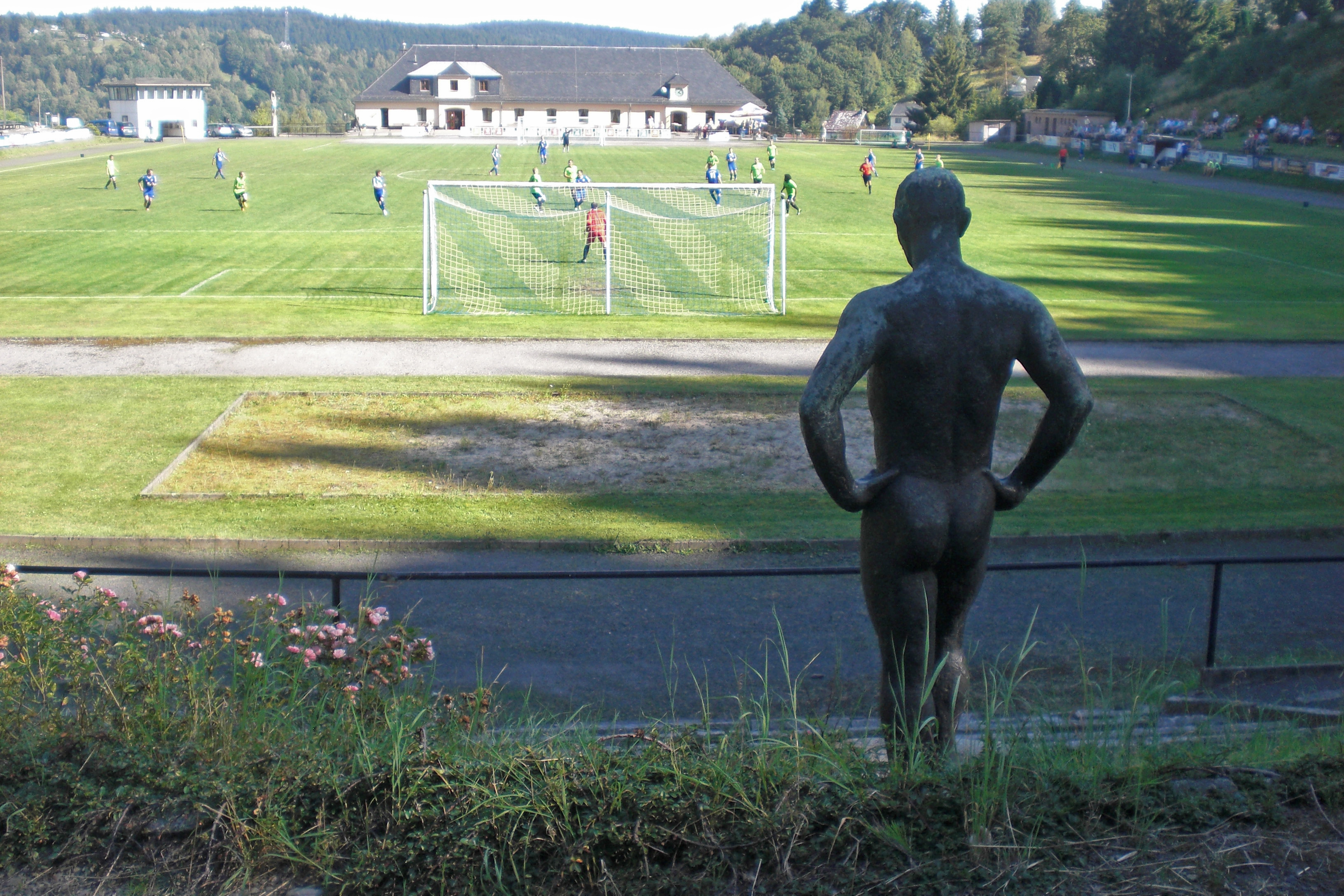
„Der nackte Mann auf dem Sportplatz“

### Museen
- Schiefermuseum im Neuen Schloss, einziges Museum seiner Art, behandelt die Schieferindustrie, sowie die theoretischen Grundlagen des Schiefers
- Museum Steinacher Spielzeugschachtel im Neuen Schloss, als Sammlung der in Steinach hergestellten Spielzeugwaren aus verschiedenen Zeiten.

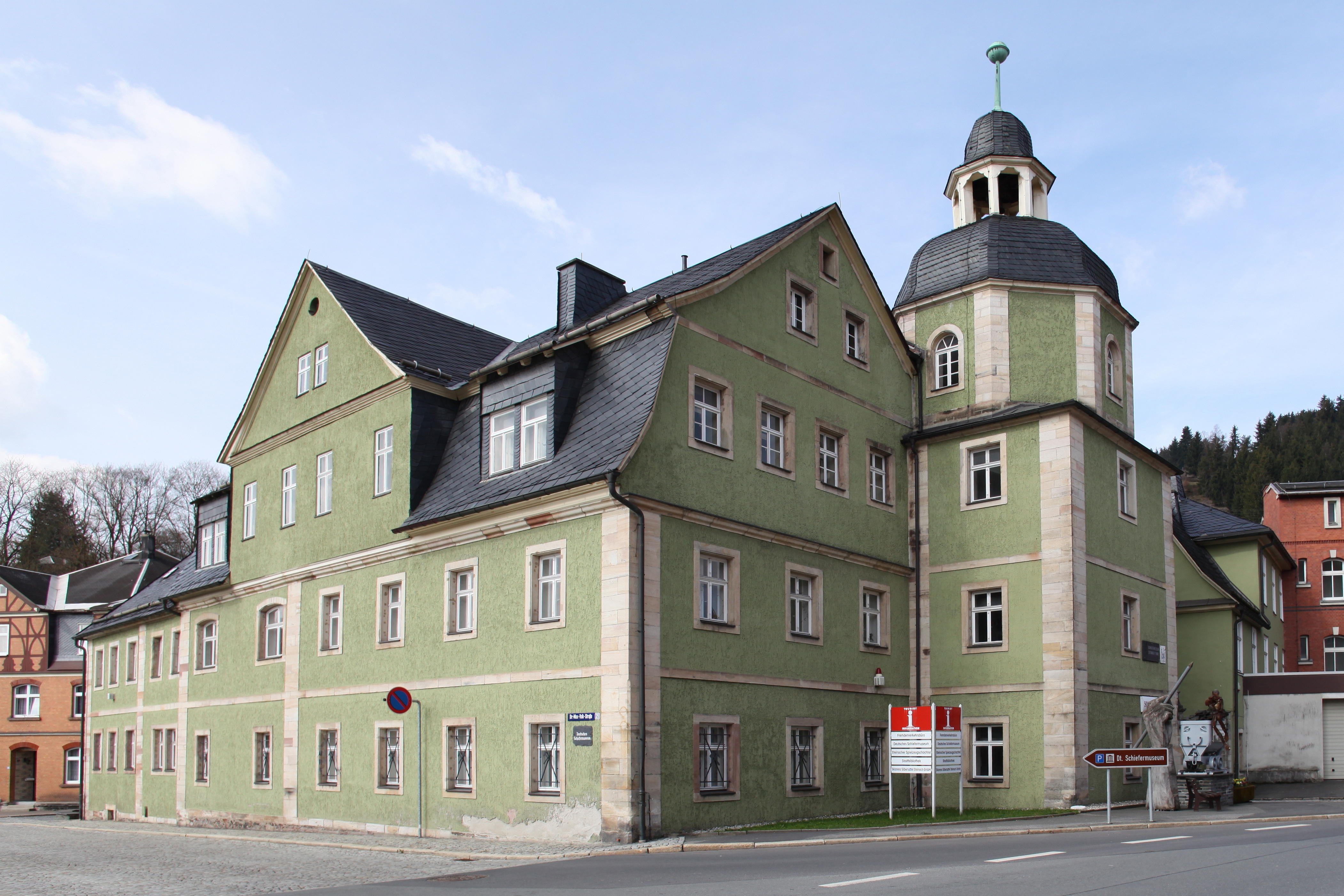
Neues Schloss Dr.-Max-Volk-Straße 21
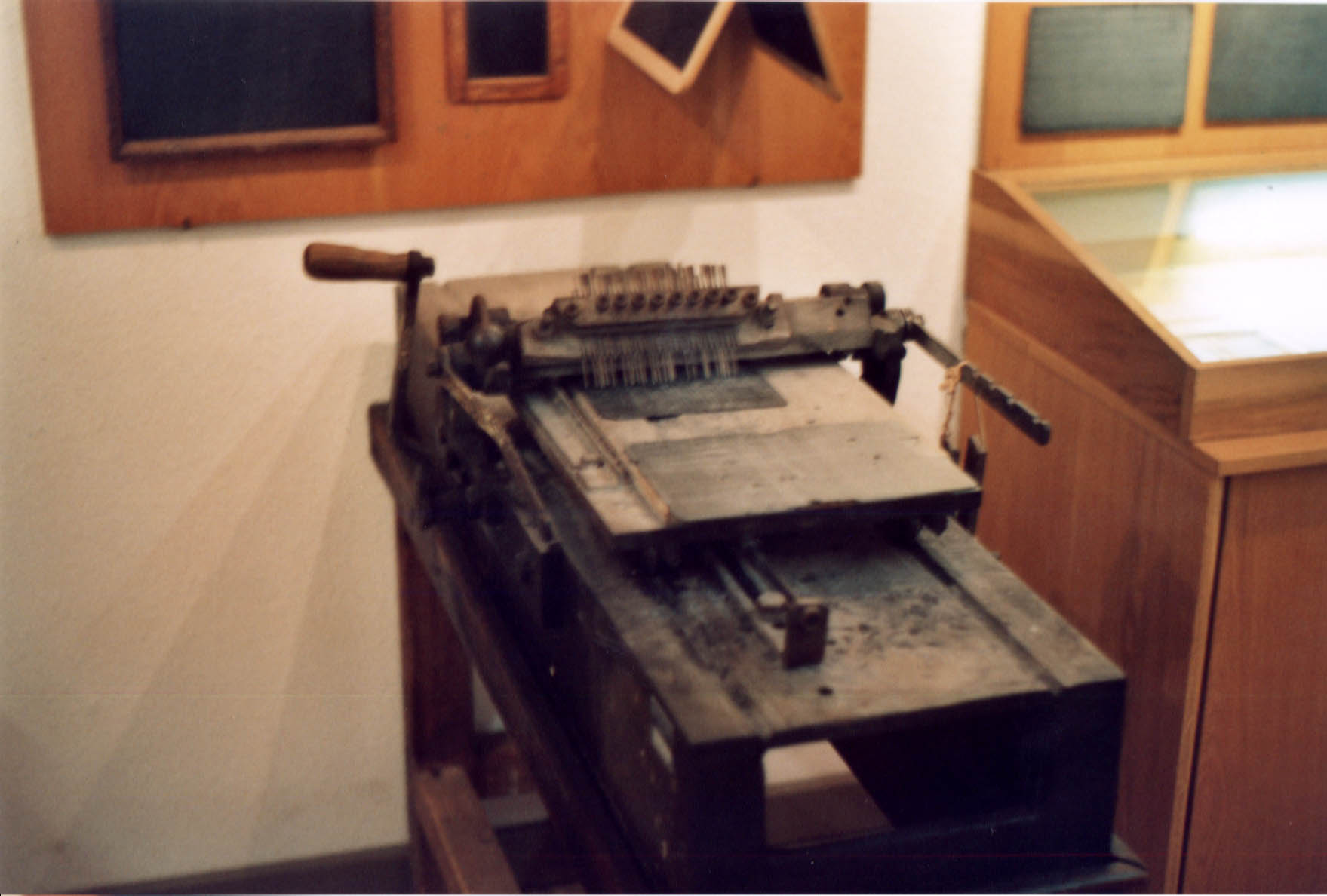
Schieferritzmaschine zum Ritzen von Linien in Schiefertafeln, Schiefermuseum
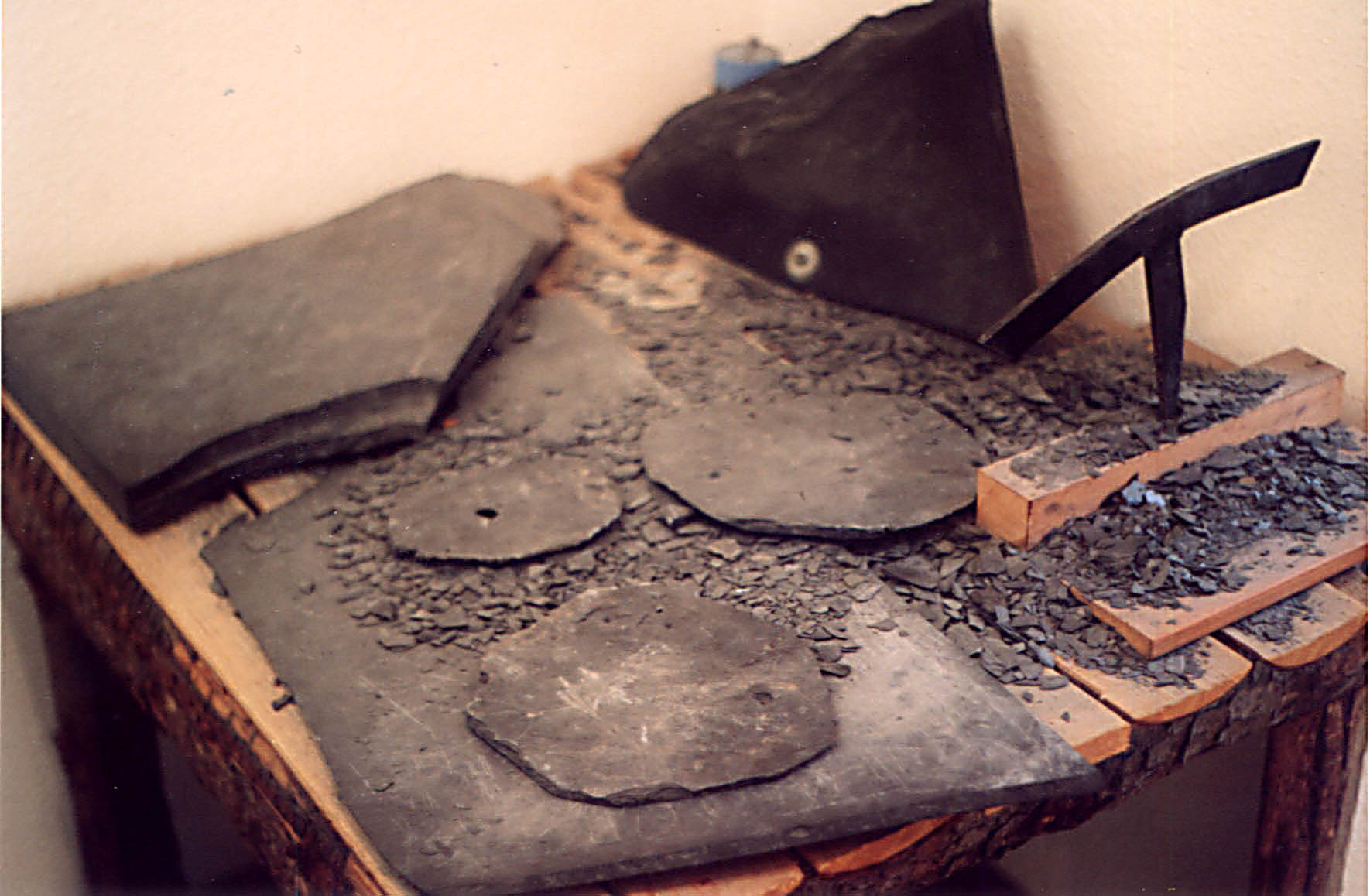
Schieferbearbeitung, Schiefermuseum

### Regelmäßige Veranstaltungen

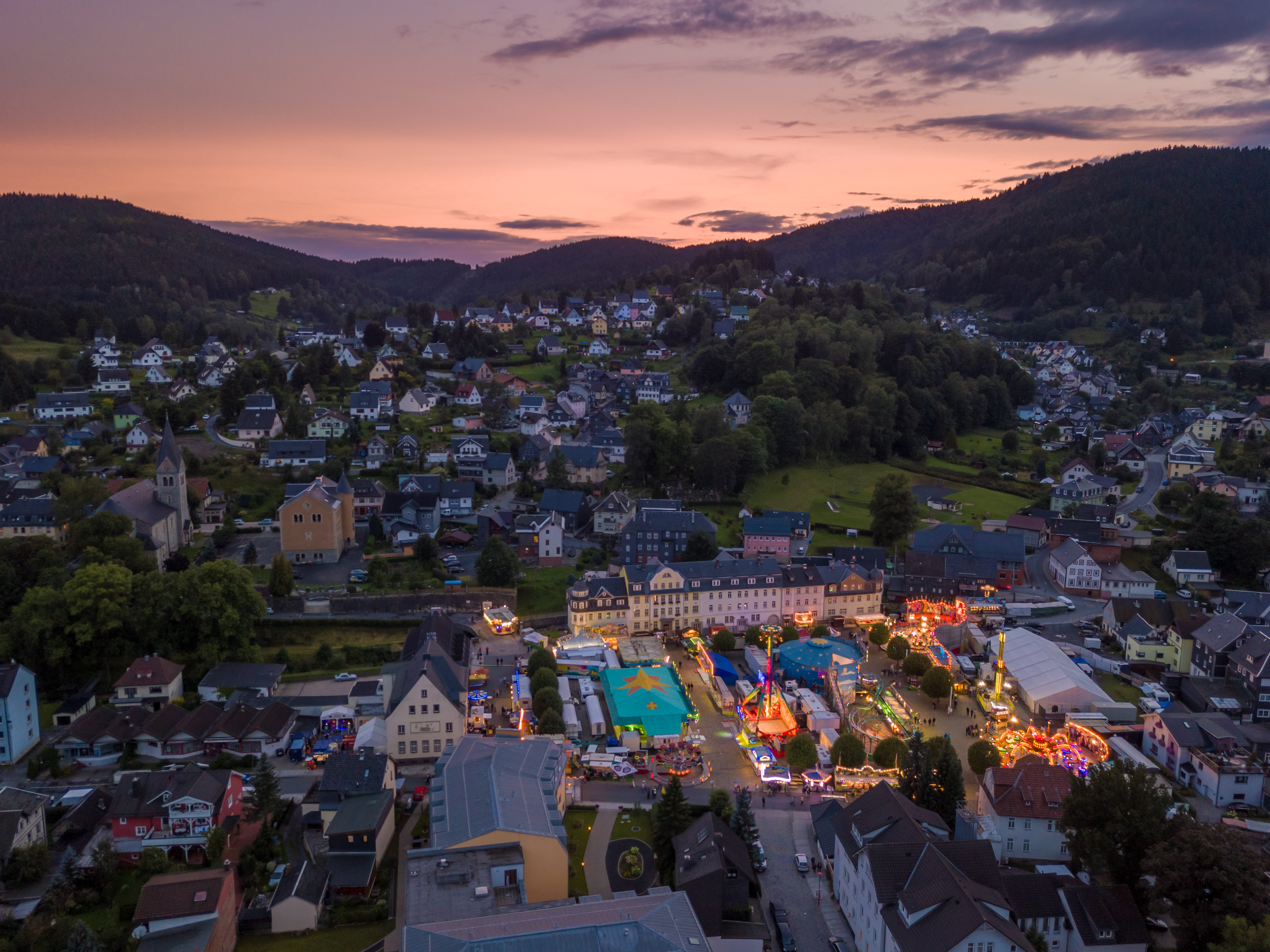
Blick über die Steinacher Kerwa 2017, kurz nach Sonnenuntergang

- jährlich im Mai: Fest der Chormusik
- Anfang/Mitte Juni: Steinacher Brunnenfest (vier Tage)
- letztes Wochenende im Juni: Vogelsbergfest
- Mitte Juli Downhill „111 Meilen vom Silbersattel“
- in der 3. Juliwoche findet seit 2005 ein Bildhauersymposium mit einer Reihe kultureller Veranstaltungen statt
- 3. Wochenende im August: Steinacher Kirchweihe (Stänichä Kerwa) (vier Tage; größtes Volksfest in Südthüringen)
- zweites Adventswochenende: Weihnachten unter dem „Silbernen Glöcklein“ (zwei Tage)
- zweites Wochenende im Dezember: Eröffnung des Thüringer Skiwinters in der Skiarena Silbersattel

## Wirtschaft und Infrastruktur

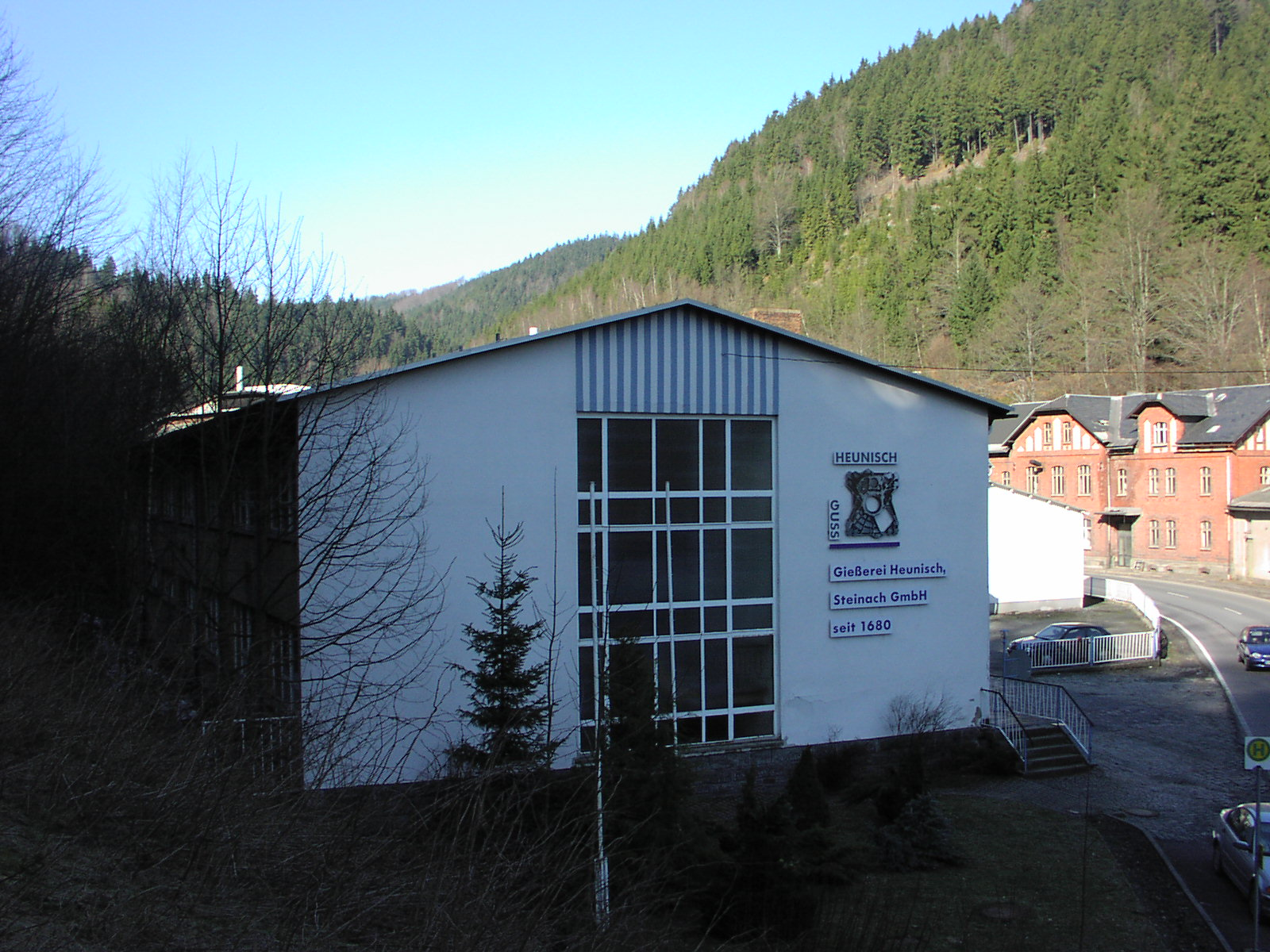
Gießerei Heunisch-Guss in Steinach Thüringen

Die Wirtschaft Steinachs ist heute vor allem durch den Tourismus und hier in besonderem Maße durch den Wintersport geprägt. Vor allem die Skiarena auf dem Silbersattel (Fellberg) ist bei vielen Touristen beliebt.
Ein weiteres Standbein der Wirtschaft ist die Spielzeugindustrie (Marolin, Plaho, Ogas), sowie eine Eisengießerei für Handformguss (Heunisch-Guss).

### Verkehr
Durch den Ort führt die am 1. Oktober 1886 von Sonneberg nach Lauscha verlängerte Bahnstrecke Coburg–Ernstthal am Rennsteig, mit den Stationen „Steinach (Thür)“ und „Steinach (Thür) Süd“. Sie wurde 2001 durch die Thüringer Eisenbahn (ThE) im Abschnitt Sonneberg–Ernstthal gepachtet und saniert. Seit 2002 fährt nun die Süd-Thüringen-Bahn mit Triebwagen vom Typ Stadler Regio-Shuttle RS1 im Stundentakt als STB 42 in der Relation Sonneberg – Lauscha – Ernstthal am Rennsteig – Neuhaus am Rennweg. Von Steinach aus dauert die Fahrt nach Sonneberg und Neuhaus 26 bzw. 28 Minuten.
Über die Lauschaer Straße gelangt man in Richtung Norden nach Steinheid, Lauscha und schließlich nach Neuhaus am Rennweg. Im Süden führt die Sonneberger Straße nach Blechhammer, Hüttengrund und schließlich nach Sonneberg. Die Haselbacher Straße führt nach Haselbach, Hasenthal und Eschenthal (heute ebenfalls Ortsteile der Stadt Sonneberg) und der Alte Hämmerer Weg nach Mengersgereuth-Hämmern.

### Bildungseinrichtungen
- KiTa „Villa Sonnenschein“ in der Ringstraße
- Südschule Steinach Staatliche Grundschule an der Julius-Knye-Straße und Kirchstraße
- Nordschule Steinach Staatliche Regelschule in der Lauschaer Straße

### Freizeit- und Sportanlagen
Der Sportverein SV 08 Steinach ist mit 592 Mitgliedern (Stand: 1. Juli 2013) einer der größten Sportvereine im Landkreis Sonneberg, Abteilungen: Fußball, Wintersport, Kegeln, Tischtennis, Volleyball, Turnen/Gymnastik und Taekwondo.
- Skiarena Silbersattel als größtes Skigebiet Thüringens
- Steinacher Hochseilgarten
- Sporthalle und Kegelbahn im Schottland 27
- Jugend und Vereinshaus in der Kirchstraße 2
- Sportplatz
- Stadtbibliothek

### Gesundheitswesen
Neben mehreren praktizierenden Ärzten befindet sich in Steinach auch das DRK Sonneberg e. V. mit seiner Sanitätsgruppe Steinach und ein Notarztstellplatz der Regiomed-Kliniken-Gruppe.

## Persönlichkeiten
Söhne und Töchter der Gemeinde:
- Friedrich Zitzmann (1840–1906), Glaskünstler des Historismus und des Jugendstils
- Viktor Weigelt (1878–1946), Politiker (SPD)
- Herbert Kühnert (1887–1970), Historiker und Pädagoge
- Karl Sommer (1906–1949), Griffelmacher, erstes Todesopfer an der innerdeutschen Grenze
- Ernst Tzschach (1911–1971), Fußballtorwart
- Otto Knye (1920–1993), Oberst
- Werner Scheler (1923–2018), Arzt und Pharmakologe
- Gerhard Scheler (1930–2014), Physiker und Pionier der NMR-Spektroskopie
- Johannes Künzel (1931–2008), Sänger (Bassbariton) und Gesangspädagoge
- Rolf Langbein (1932–2018), Mineraloge und Petrologe
- Ludwig Meinunger (1936–2018), Astrophysiker, Astronom und Botaniker
- Helmut Müller (* 1937), Fußballspieler
- Ulrike Oelzner (1939–2012), Glaskünstlerin
- Wolf Bauer (* 1939), Politiker (CDU)
- Ernst Bätz (1942–2001), Fußballspieler
- Horst Queck (* 1943), Skispringer
- Volker Hinniger (1947–1988), Künstler, Maler
- Bertram Weigel (1950–1976), Künstler
- Reinhard Jacob (* 1951), Bildhauer und Medailleur
- Klaus Vieweg (* 1953), Philosoph
- Christine Zitzmann (* 1954), Politikerin, Landrätin des Landkreises Sonneberg und ehemalige Landtagsabgeordnete
- Bernd Falk Wittig (* 1963), Jurist
- Claudia Tiersch (* 1967), Historikerin

Weitere Persönlichkeiten:
- Paul Lärtz (1885–1967), Politiker (SPD), Bürgermeister 1927–1933
- Max Volk (1900–1969), Lehrer und Naturwissenschaftler
- Werner Stötzer (1931–2010), Bildender Künstler
- Werner Linß (1937–2012), Fußballspieler
- Heinz Hübner (* 1952), Politiker (FDP); wohnt in Steinach

## Mundart
Die Steinacher Mundart ist die nordöstlichste Variante des Itzgründischen, das an der Sprachgrenze am Rennsteig ins Südostthüringische übergeht. Zu Beginn des 20. Jahrhunderts lief eine Dialektgrenze mitten durch Steinach und trennte das damalige Oberdorf, das wie das angrenzende Lauscha einen böhmisch-schwäbisch eingefärbten Ortsdialekt hatte, der in Obersteinach einen erzgebirgisch-südmeißenischen Einschlag aufwies, vom Unterdorf mit einem der Sonneberger Mundart nahestehendem itzgründischen Dialekt. Später kam es zu einer Einheit der Unterdörfer und der Oberdörfer Sprache und es überwog die itzgründische Mundart. Die Steinacher Mundart gehört damit zu den mainfränkischen Dialekten. Als Beispiel für die Mundartdichtung ist hier ein Gedicht über die Spitznamen der Stadt aufgeführt. Der Verfasser ist unbekannt.
| Wenn’s in unnerä großn Stänich käna Spietznama gähm töt, wenn ne fast a jedä Haushalt extra an Spietzname het, es wöer a Jammä fürsch Finanzamt, fä dä Post, Gemäh unn Bah. Doch die Sach is gut geregelt, stets hängt mä an Spietznama nah. Kümmt amohl a Luftschnappä und wäss neh wuh naus wuh nah, hott bloß Luthard, Greiner, Scheler unn es is käh Spietznama drah. Äs is a Plouch! Unn döss Fahdä- leichta is fä söttä Leut, schreib iech an Täl Spietznama auf. Nu oacht amohl gescheit därauf: Spitzä, Schleifä, Ev unn Bitsch Heppl, Mappl, Spark unn Litsch, Bräuä, Polä, Prassler, Summs, Krack, Kunnsummä, Klohs unn Schnumms, Schnappä, Blachä, Gückelhah, Nickelfritz und Kläna-Mah. | Pumpä, Pfaff unn dä Hannad, Dahmä, Fönfä, Bachla, Rat, Dowees, Kertel, Mäureshans, Idl, Hoarzä, Schott, Brothans, Beierschheinä, Frützä, Ech, Abbu, Kutschä, Futt und Blech, Gehlerschheinä, Dolf unn Vitt, Tapfä-Waltä, Invalid. Kaas unn Ziehfritz, Sanderschbeck, Süd unn Gräsä, Mödl, Schreck, Störmä, Schustä, Ali unn Mundl, Käfmah, Dorfhüttnä unn Kunnl, Pfopfäbeck, Pfäffäküchlä, Aschebutt unn Fummel, Speerhackä, Krappelkaspä, Jüdenlang und Gumpel. Achtela, Anneboar, Gäge unnd Papp, Vettelä, Ahlä, Deutä und Krapp, Pimpim, Lampä, Strahlä, Brätt, Absatz, Hamel, Pudel, Fätt, Kött unn Struwel, Buchä, Link, Danel, Spess, Spieß und Fink, Dackel, Krienetz, Laatsch unn Datsch, Boarfassä, Meestä, Veit und Pfatsch, | Sandäna, Schiffs- unn Hameräsanda, Schulmästä, Silbernickel unnd Kantä, Mienzä, Löttä, Böhlä, Gart, Peterla, Harings-Paul unn Schoart, Schlazä, Nixä, Eul undn Kretl, Kläss unn Mäuslä, Waschgestell, Humanns-Rott, Frost unn Ziehnä, Schnabel, Bleifroosch unn dä Wienä, Anwalt, Saml, Schülzla, Geier, Töffel, Paulsrott, Ehzee, Leier, Guggug, Hazog, Preuß unn Sachs, Stöff und Lässä, Schulalt, Schwamm, weitä bräng ich kähna zamm. Unn beinah het ich die vägässn, die wuh neh genennt wölln sei, wie zum Beispiel Stoffl, Rupp, Steigä, Hellauf, Lafftä, Kupp, Mühlpöpela, Nousenkönig, Moppä, Wühlä, Sausä, Steff und Rottä. Unn nu schließlich ganz zäletzt wöard Öler, Sock, Lohmä unn Edä nagesetzt. un ze ölleletzt wäd de Nahmä „EC“ noch besetzt. |